# Miguel Amatti
Miguel Darío Amatti (Entre Ríos, Argentina) ex un exfutbolista argentino que se desempeñaba volante.

## Trayectoria

### San Lorenzo de Córdoba
Nacido en Entre Ríos, Amatti, jugó en San Lorenzo de Córdoba. En los turcos compartió equipo con el ídolo cordobés, hacha Ludueña, pero luego muchos jugadores de la institución fueron transferidos a clubes más importantes de Córdoba.

### Racing de Córdoba
En 1974 pasó a Racing de Córdoba. En la academia estuvo cerca del título de la Liga Cordobesa, aunque no pudo conseguirlo debido al dominio de Talleres.

### Atlético Tucumán
Se mudó a San Miguel de Tucumán en 1979, para sumarse a Atlético Tucumán. Amatti fue partícipe de la gran campaña del decano en 1979, cuando llegó hasta semifinales del Campeonato Nacional 1979. Con el decano también jugó los campeonatos nacionales de 1980 y 1981. En 1983 se coronó campeón de la Liga Tucumana.

## Clubes
| Club                   | País      |
| ---------------------- | --------- |
| San Lorenzo de Córdoba | Argentina |
| Racing de Córdoba      | Argentina |
| Atlético Tucumán       | Argentina |

## Palmarés
| Título        | Equipo           | País      | Año  |
| ------------- | ---------------- | --------- | ---- |
| Liga Tucumana | Atlético Tucumán | Argentina | 1983 |